# Iglesia de la Compañía de María (Tudela)
La iglesia de la Compañía de María, o de La Enseñanza, de Tudela (Navarra), «uno de los mejores conjuntos arquitectónicos del siglo XVIII en la Ribera navarra y el único monumento esencialmente barroco de la zona, se construyó en el segundo cuarto del citado siglo, a partir de 1732, siendo bendecida en 1742». Se sitúa en la Plaza de San Juan y Calle de la Enseñanza, nombre vinculado a esta comunidad religiosa. Además de la iglesia, lo único original que pervive, la Compañía de María Nuestra Señora tiene un convento y colegio, ambos reformados o reconstruidos posteriormente.

## Contexto histórico: la Compañía de María

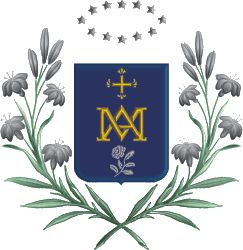
Escudo original de la Orden de la Compañía de María de Nuestra Señora fundada por Juana de Lestonnac en 1607

El primer instituto religioso de carácter educativo para la mujer ratificado por la Iglesia católica fue la Compañía de María de Nuestra Señora, fundada en 1606 en Burdeos por Juana Lestonnac (1556-1640), sobrina del intelectual francés Miguel de Montaigne y cuyos «principios pedagógicos influyeron notablemente» sobre ella tanto como el método de la Ratio Studiorum de la Compañía de Jesús. El 7 de abril de 1607 Paulo V aprobó la nueva orden.
En España la primera fundación fue la de Barcelona (1650) donde se ganó el apelativo popular de "La Enseñanza" que pasaría, desde entonces, a consignarse a todas las fundaciones posteriores en España e Hispanoamérica. La fundación en Tudela se verifica el 13 de noviembre de 1687 siendo la primera tras Barcelona. Desde esta comunidad tudelana, que acogió a María Ignacia Azlor Echeverz en 1743, partirá un grupo de emprendedoras madres hacia Nueva España fundando en Ciudad de México el primer colegio público femenino del llamado Nuevo Mundo (noviembre de 1754). También esta comunidad navarra será la fundadora de la comunidad de Vergara (1799) que, a su vez, servirá de centro de difusión del País Vasco.

## Descripción del templo
El templo, «de fuerte acento italiano, distinta de lo que era tradicional en la arquitectura barroca conventual», es un cuerpo octogonal, cubierto con una cúpula con linterna, en el que conviven perfectamente la centralidad y la longitudinalidad, típico del barroco. Contiene cinco espléndidos retablos del siglo XVIII. El edificio es de ladrillo, resaltando la cúpula octogonal y la portada en piedra tardomanierista.

## Historia y cronología de construcción
El colegio de la Compañía de María empezó a construirse en 1683. Por otro lado, la iglesia comenzó a construirse en 1732, terminándose en 1742. El convento que había junto a la Iglesia fue invadido y saqueado por las tropas francesas durante la Guerra de la Independencia. El colegio se replanteó sobre parte del edificio de la antigua Iglesia de San Juan en el año 1807, pero sobre su construcción hay pocas noticias; este es el colegio que perduró durante el siglo XX hasta su derribo. El convento y el colegio fueron derribados en 1981, conservándose únicamente los muros (los cuales fueron eliminados en la remodelación de la Plaza de San Juan en 2008-2009). La iglesia se restauró en 1987.

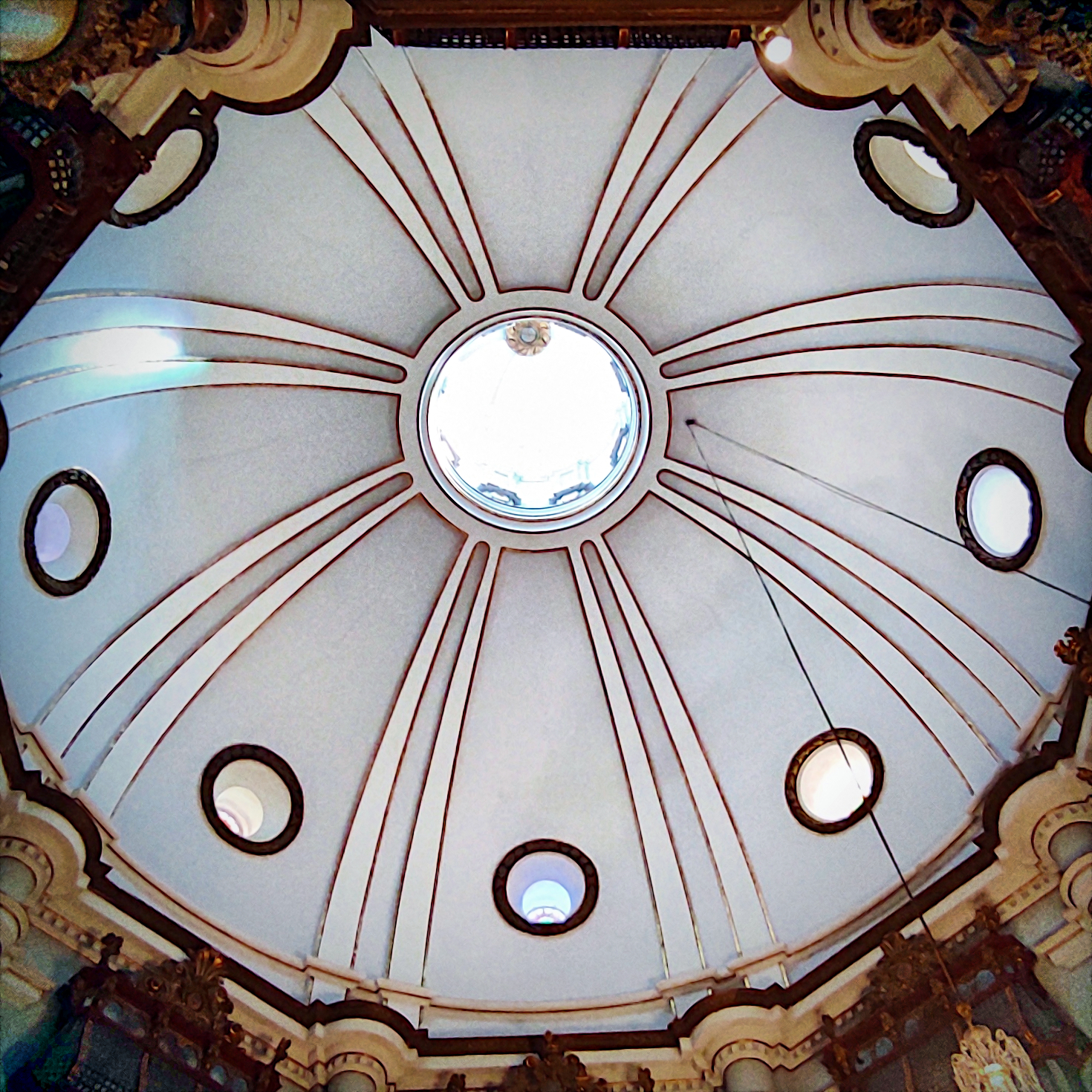
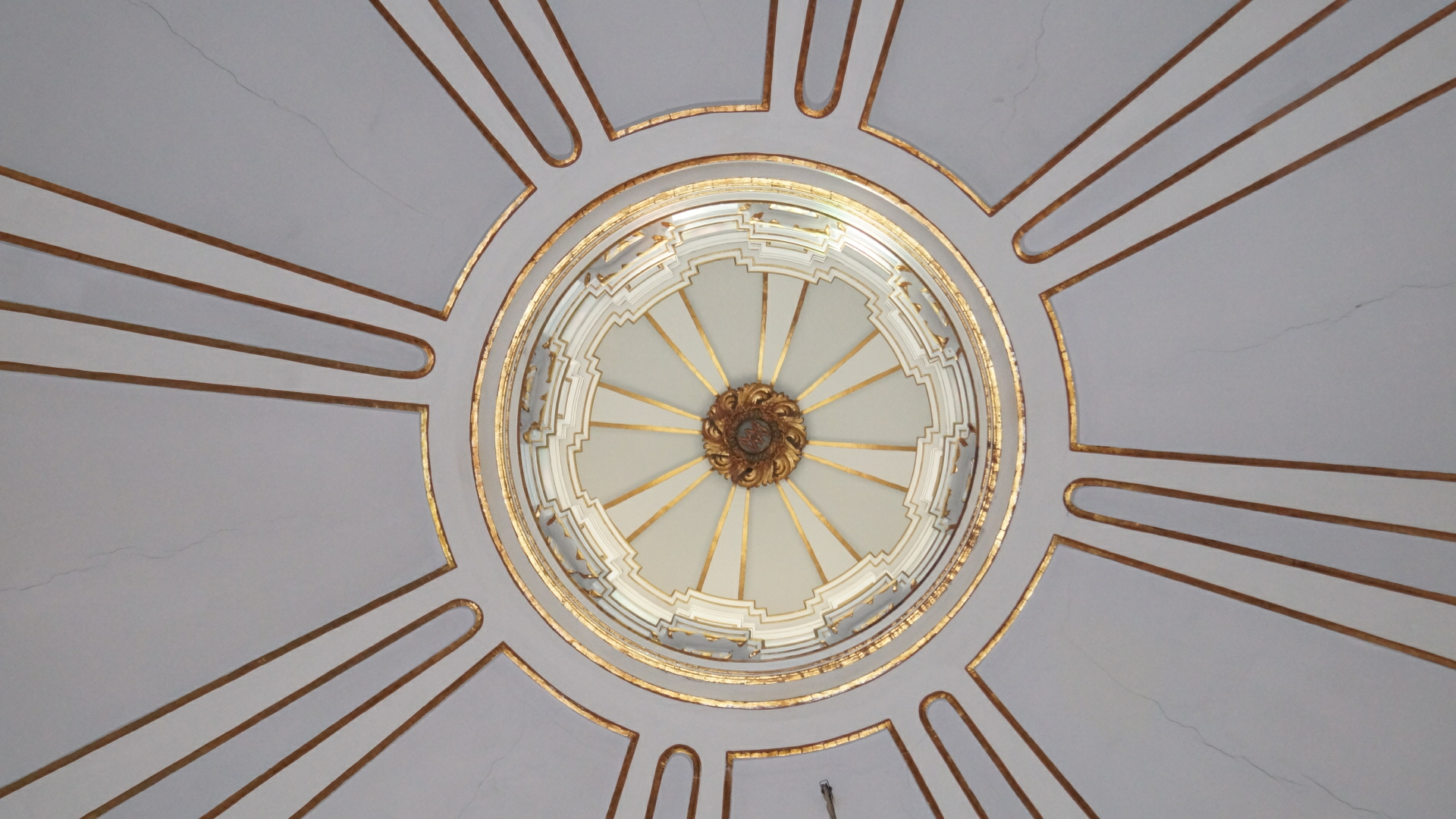
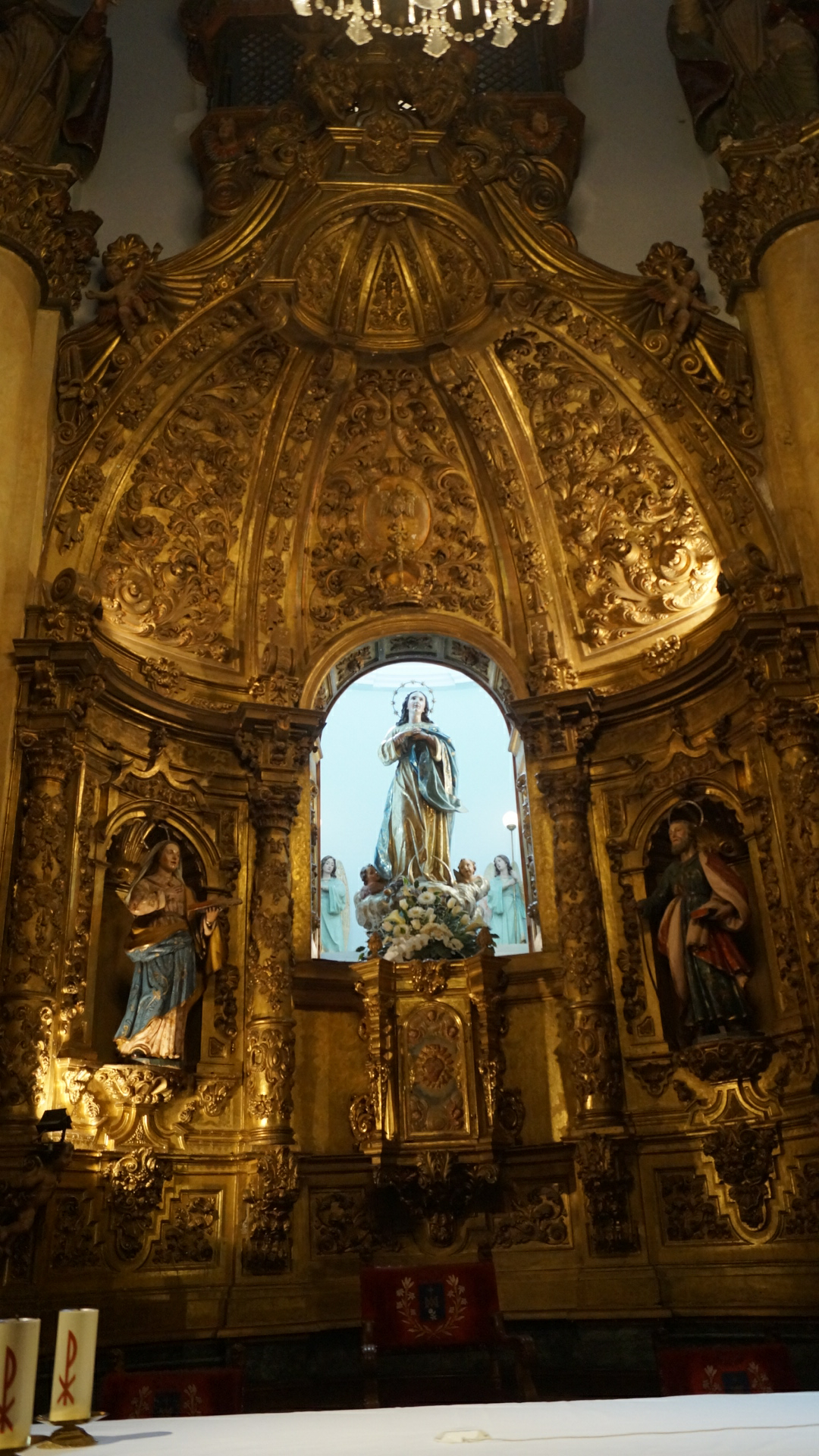
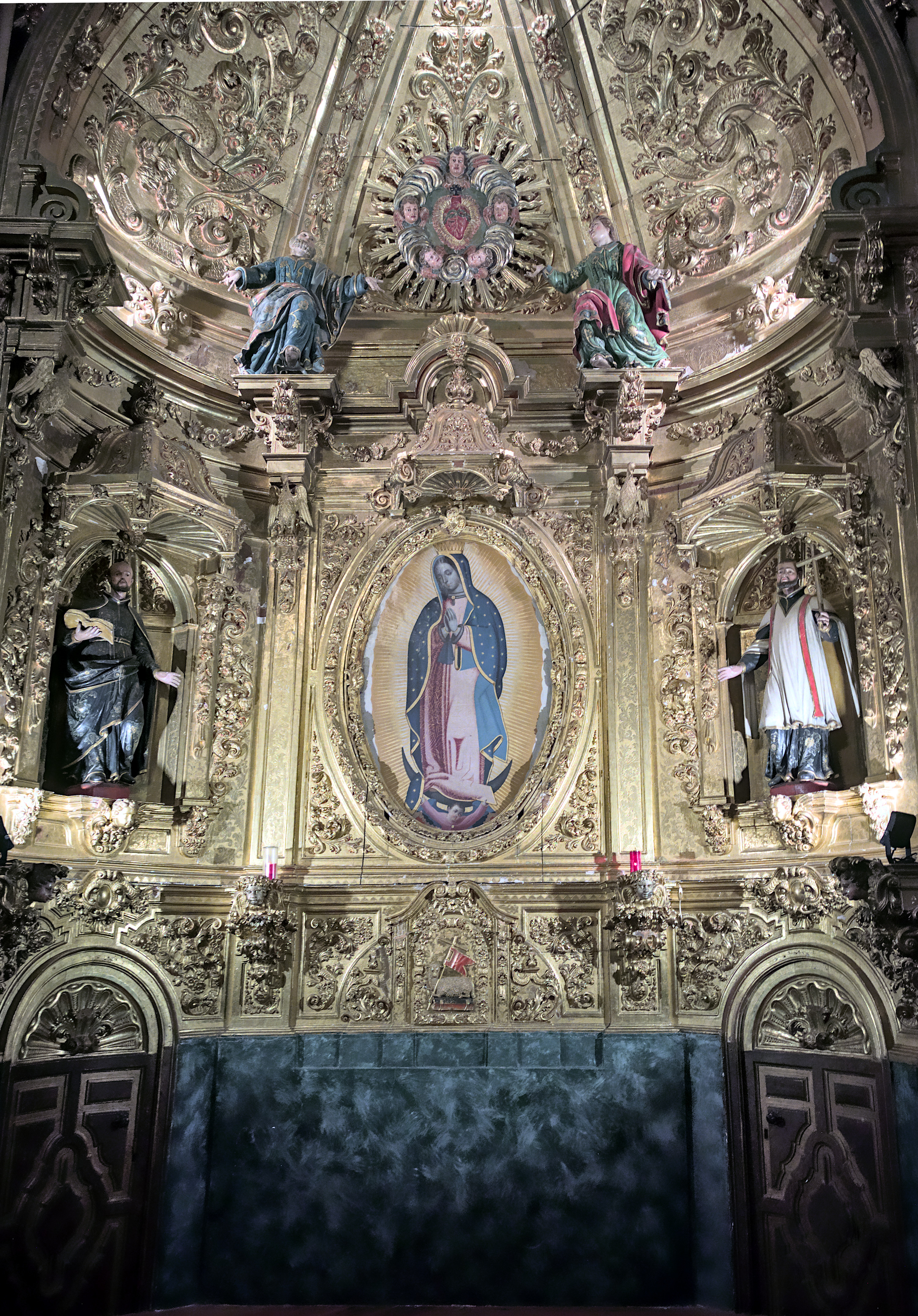
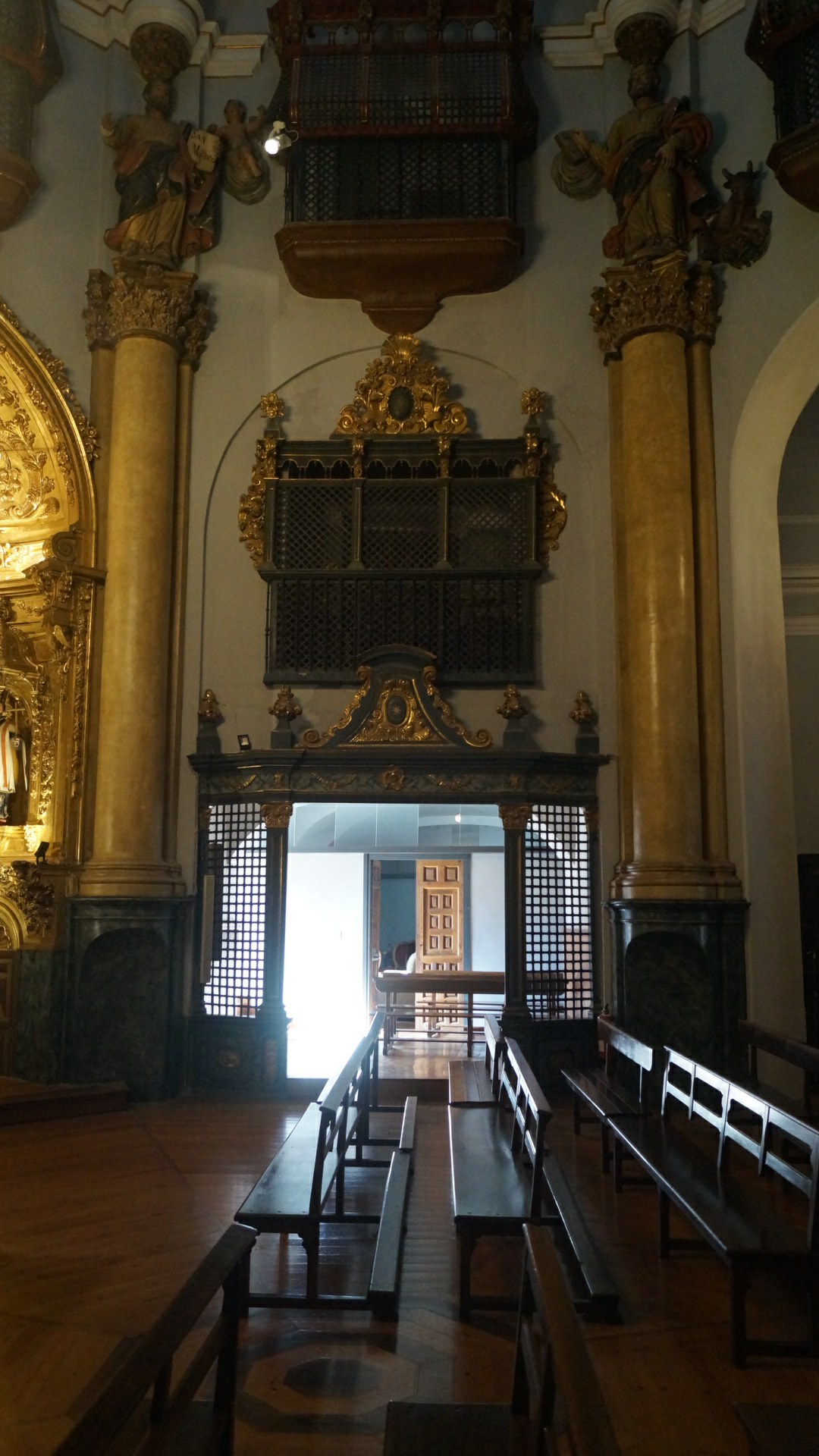
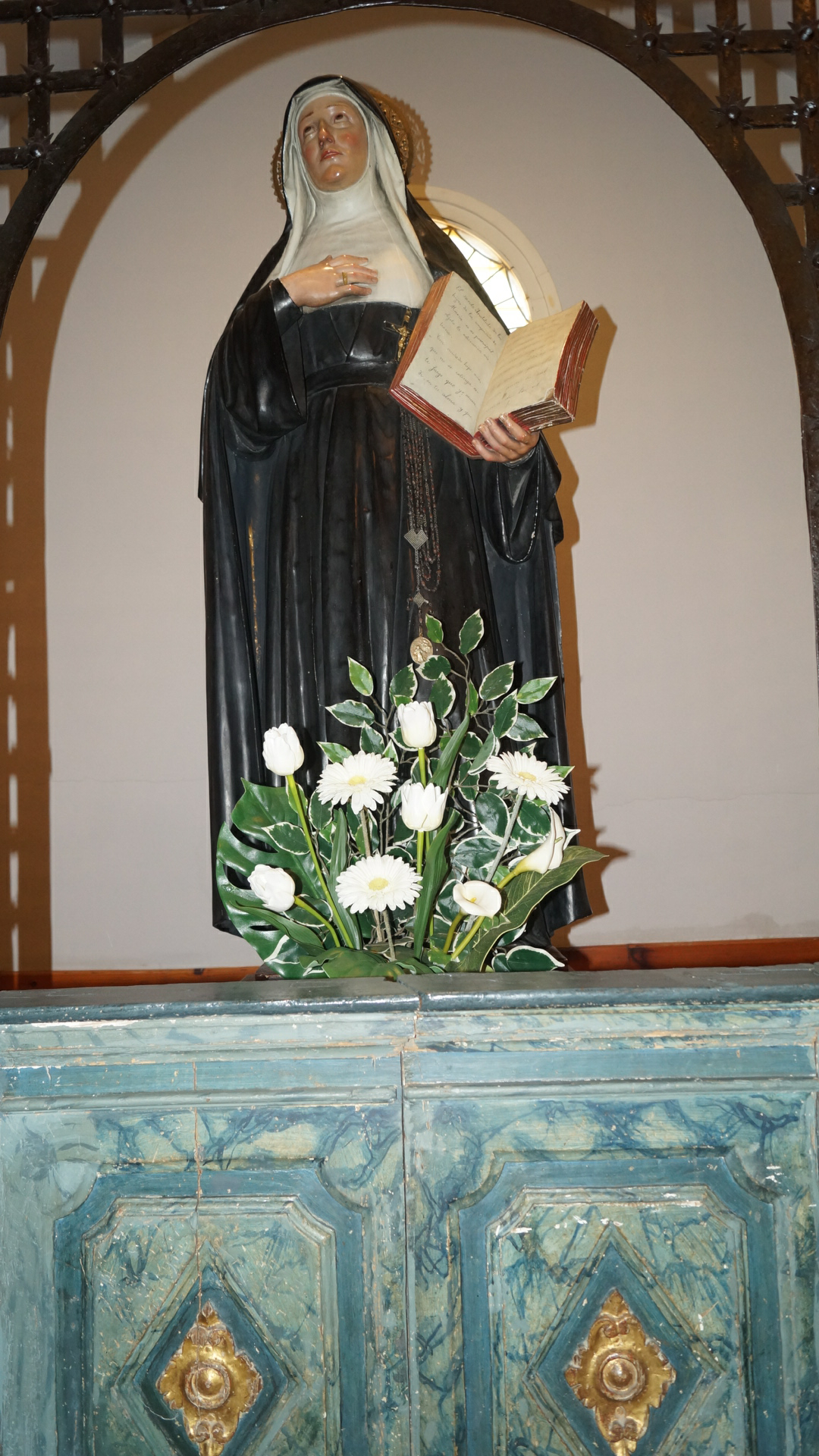
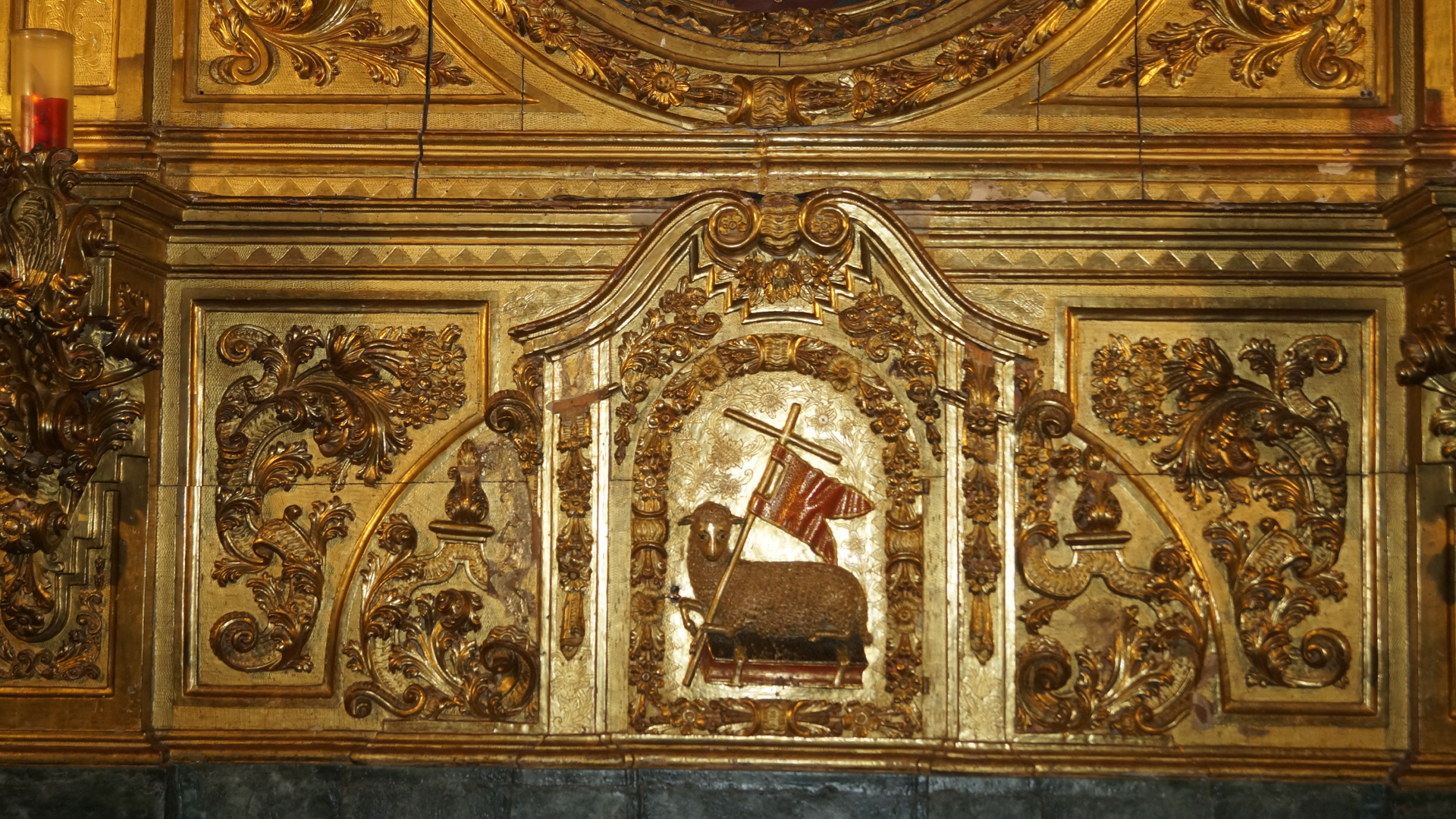